# Vybiti
Vybiti (en russe : Выбити) est un village de l'oblast de Novgorod, dans le raïon de Soltsy, en Russie. Arrosé par la rivière Kalochka (affluent de la Chelon), il est situé à quelques kilomètres du centre administratif, Soltsy.

## Étymologie
Selon une légende locale, le nom du village provient du verbe « déloger » (выбивать), car c'est ici qu'au Moyen Âge furent débusqués les chevaliers de l'Ordre Teutonique. Les hameaux voisins d'Oupolzi, Ougocha (qui fait maintenant partie de Vybiti) et Kouk, reçurent leurs noms de la même façon: Oupolzi vient du verbe russe уползать, qui signifie s'éloigner en traînant, Ougocha provient de угощать, qui veut dire être bien traité, et Kouk de куковать, que l'on pourrait traduire par se lamenter. Ainsi, les Teutoniques prirent du bon temps à Ougocha, furent chassés à Vybiti, se retirèrent, blessés, à Oupolzi, et pleurèrent à Kouk. Il existe une autre version sur l'origine de ces noms. Quand les Lituaniens firent une incursion, ils encerclèrent les soldats près de l'un des hameaux. Pendant la nuit, les soldats firent une reconnaissance en s'appelant avec le son du coucou (кукушковые), ce qui donna son nom à Kouk. Puis ils se replièrent par le sentier découvert par l'équipe d'éclaireurs vers une nouvelle position (où, plus tard, fut fondé Oupolzi), ils défirent l'ennemi à Vybiti, et enfin firent un banquet pour célébrer la victoire.

## Curiosités

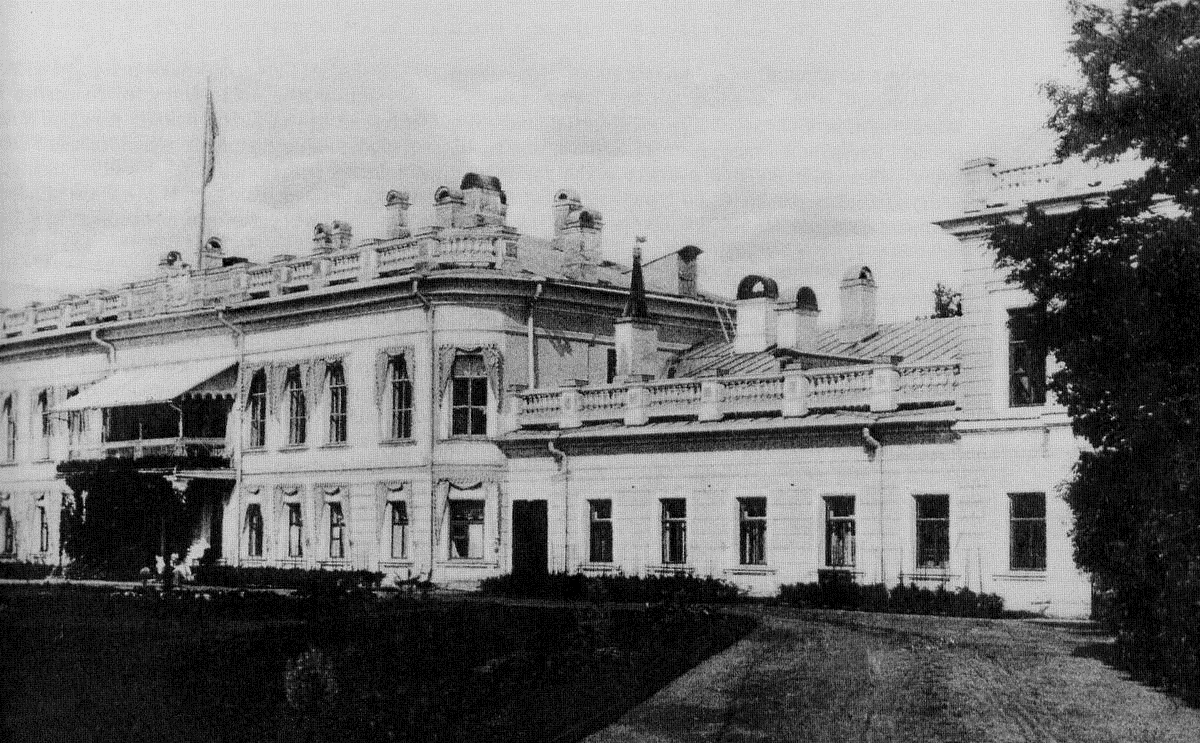
Vue du château des Vassiltchikov quelques années avant la Révolution d'Octobre.

L'exploitation agricole des princes Vassiltchikov (avec les ruines de leur ancien château), qui leur appartint jusqu'à la Révolution d'Octobre, se trouve dans le village. Au cours de la période soviétique, elle devint le domaine général de l'un des plus anciens sovkhozes, qui reçut le nom de sovkhoze Lénine. En mars 1920, l'exploitation « Vybiti » fut déclarée monument de la vie quotidienne. On y fonda l'un des trois musées de la vie quotidienne de la région de Novgorod. En 1975, l'ancien château fut inscrit à la liste des monuments de l'architecture des XVIIIe et XIXe siècles, ce qui lui valut de recevoir la protection de l'État. Près de l'exploitation, on trouve le parc à l'anglaise du château d'une superficie de 60 hectares qui renferme plusieurs espèces précieuses d'arbres.

## Vybiti à l'époque soviétique
Le sovkhoze Vybiti fut créé en 1918. En 1924, à la suite de la mort de Lénine, lors de la réunion funèbre, les fonctionnaires du sovkhoze décidèrent de fabriquer une couronne pour l'envoyer avec une délégation aux funérailles du chef. Celle-ci fut fabriquée dans les plus brefs délais avec des feuilles de palme, des rameaux de lauriers, ainsi que d'autres plantes obtenues dans la serre du sovkhoze par le jardinier Vasiliy Ivanovich Yurkuns. On y ajouta une feuille sur laquelle furent écrites des condoléances. On ne sait pas qui amena la couronne à Moscou, mais sa photo fut gardée, et publiée dans le journal du district en 1968 et 1977.

## Vybiti aujourd'hui

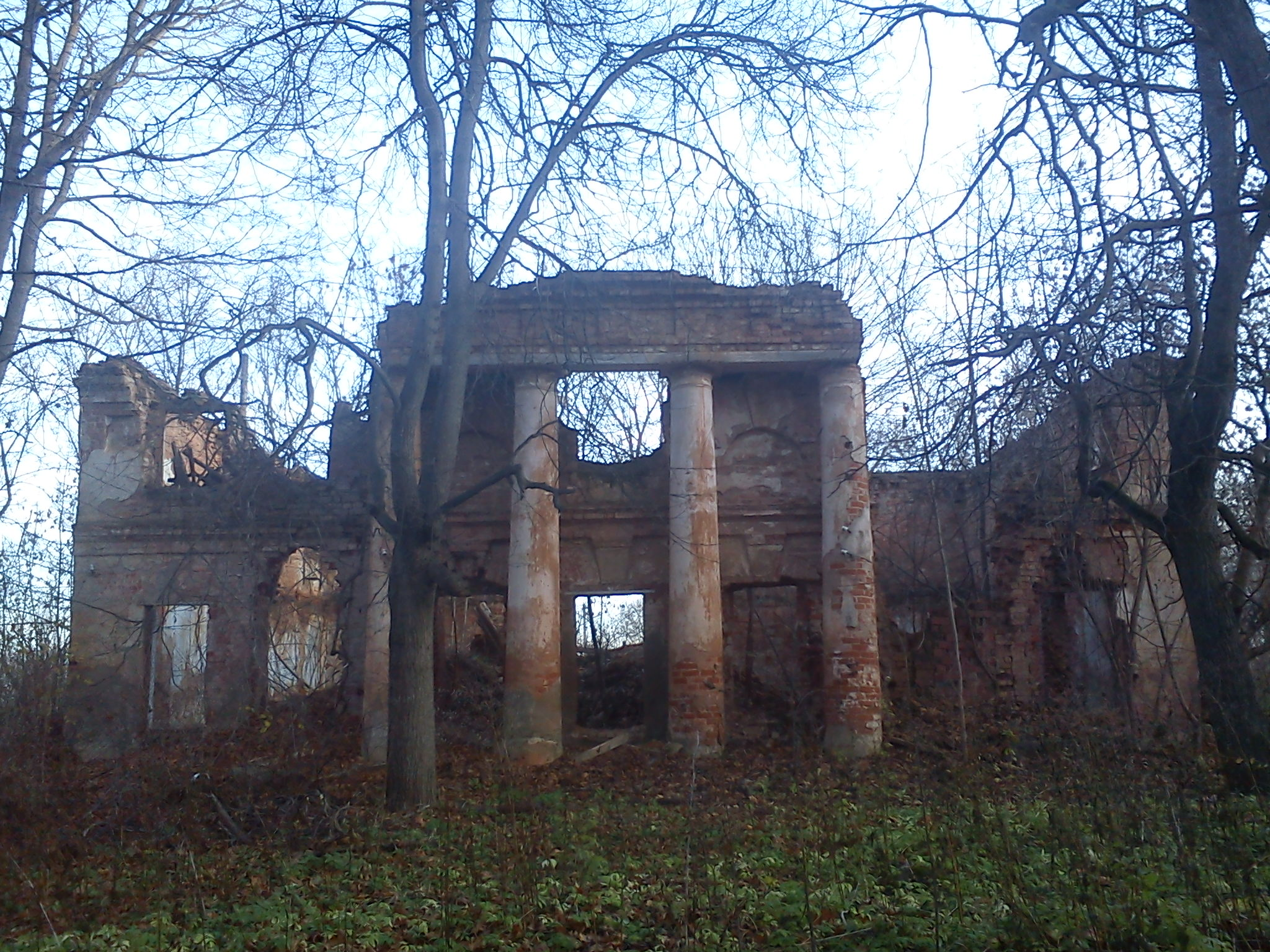
Ruines aujourd'hui de l'ancien château des Vassiltchikov.

De nos jours, l'ancienne propriété des Vassiltchikov est ruinée. Le parc est sale, couvert de traces de pneus, mais son apparence verte permet de garder espoir. Dans le village, un centre culturel possédant une bibliothèque est actif, ainsi qu'une école, un dispensaire, et quelques boutiques.

## Source
- (es) Cet article est partiellement ou en totalité issu de l’article de Wikipédia en espagnol intitulé « Výbiti » (voir la liste des auteurs).